# Kamienica przy ul. Poznańskiej 96 w Toruniu
Kamienica przy ul. Poznańskiej 96 w Toruniu (znana również jako Kamienica Szeczmańskich) – neomanierystyczna kamienica w Toruniu. Kamienica wpisana jest do gminnej ewidencji zabytków (nr 2379). Posesja, na której mieści się kamienica, została w 1841 roku przez rodzinę Szeczmańskich. Budynek zaprojektowano w 1898 roku. Jest to jedyny na Podgórzu budynek ze sklepieniem i polichromią we wnętrzu oraz z figurą alegoryczną w sieni. Prawdopodobnie pod koniec lat 30. przed kamienicą Józef Szeczmański uruchomił dystrybutor paliwa. Dom został uszkodzony w wyniku eksplozji wagonów kolejowych 24 stycznia 1945 roku.